# 千葉県収用委員会脅迫電話事件
千葉県収用委員会脅迫電話事件（ちばけんしゅうよういいんかいきょうはくでんわじけん）とは1988年に中核派が千葉県収用委員会委員へ脅迫電話を掛けた事件。脅迫電話の声と被疑者の声を比較するために捜査機関によって秘密録音された音声が、刑事訴訟において証拠として認められるか否かが注目された。

## 概要
成田空港問題に絡んで千葉県収用委員会に成田空港第二期工事建設予定地の未買収の農地137筆・計21.7ヘクタールが新東京国際空港公団（現:成田国際空港）から1970年と翌1971年に土地収用裁決申請が出される中で反対派の過激化もあって審理が中断していたが、新東京国際空港公団が二期工事の大枠での完成を1990年と打ち出したことで1988年秋にも土地収用の代執行手続きの前提となる収用委員会の審理が再開されるとの見方も出ていた。
成田空港自体に反対していた中核派は成田空港二期工事の本格化に伴って、1988年秋に土地入用の代執行手続きの前提となる千葉県収用委員会の審理が再開される可能性が高いとして危機感を募らせ、夏頃から小川彰会長の他6人の収用委員の自宅や事務所に嫌がらせの電話を掛けるようになり、9月21日には千葉市内で小川会長を鉄パイプで襲撃して重傷を負わせた（千葉県収用委員会会長襲撃事件）。
こうした中で中核派は10月24日付の機関紙『前進』紙上で一面に「収用委の総辞任かちとれ」と大見出しを付け、会長以下予備委員2人を含めた収用委員9人全員の氏名、住所、電話番号を掲載し、「全収用委員の抗議の集会、デモ、手紙、電話を集中し、辞任させよう。収用委員会を実力で解体せよ！」等と呼びかけた。この機関紙掲載を契機に、中核派活動家による収用委員への抗議、嫌がらせが更にエスカレートして、昼夜問わず脅迫電話を掛け、脅迫の手紙を大量に送り付ける異常事態に発展した。
そのため、千葉県収用委員会の委員9人全員が辞表を提出して辞任した。中核派は11月上旬から千葉県収用委員会委員の後任者と目される可能性がある有識者に対して千葉県から収用委員就任要請があった場合は拒否するよう求める旨の、脅しとも取れる手紙を次々と送り付けた他、任命権者である沼田武千葉県知事にも新たな任命を行わないよう脅迫状を送りつけ、結果、後任が任命されなかったため、千葉県収用委員会は事務局を残して機能が停止する事態となった。

### 個別事件の刑事事件化

#### 10月15日事案
1988年10月15日昼前に中核派の現地闘争拠点「三里塚闘争会館」の総括責任者の中核派活動家X（逮捕時36歳）が東京都杉並区在住の予備委員宅に電話を掛け、「収用委会長がどんな目にあったか知ってるか」「委員を辞めろ。どうなっても知らんぞ。」等と十数分間にわたり脅迫した集団的脅迫罪（暴力行為等処罰法違反）で1989年3月6日に警視庁公安部に逮捕された。Xは岡山県生まれで1976年に東京大学教養学部を中退しそれまでに3回の逮捕歴があった。同年3月27日にXは集団的脅迫罪よりも法定刑の重い職務強要罪で起訴された。
捜査機関は脅迫電話の録音テープと中核派の現地闘争本部捜索の際に収録したテープとの照合を十数カ所の専門機関に依頼し、岡山県南部でしか使われない方言や言い回しがある脅迫電話等のテープと岡山県邑久郡出身のXの声紋や言葉の訛りから「99%Xの声」との鑑定結果を得ていた。中核派の現地闘争本部捜索の際に収録したテープは、警察が1988年11月25日に脅迫事件で千葉県成田市の中核派拠点を家宅捜索した際に立会人のXの声を捜査員のジャンパーに隠した録音機で秘密録音していたものであった。
1990年7月26日に東京地裁は、声紋の証拠能力について「声紋の測定機器が正常に作動し、技術と経験をもつ適格者が鑑定すれば、声紋に証拠能力を認めることができる」との判断を下して「二つの『声』は同一人物である可能性が極めて高い」として専門家4人の鑑定書を採用し、別の言語学者による方言・アクセント鑑定等も採用することで脅迫したのはXと認定し、一方の声である千葉県成田市の中核派拠点を家宅捜索した際に捜索差押令状に声を録音するとの記載がない等違法収集証拠とする弁護側の主張について「相手の同意なく会話を録音することは、人格権侵害の恐れを否定できないが、盗聴とは異なり、秘密の会話とはいえない。警察官が挑発、強要して録音したとは認められない。」「録音された時の全般的状況を考えれば、収集手続きにおいて著しく不当な点は認められない」と判断し、Xに懲役1年6ヵ月・執行猶予5年（求刑:1年6ヵ月）の有罪判決を言い渡した。

#### 10月9日・10月11日事案
1988年10月9日午前9時頃に中核派の現地闘争拠点「三里塚闘争会館」の中核派活動家Y（逮捕時35歳）が千葉市に住む収用委員に対し「農民から土地強奪する、それが土地収用委員会の仕事だよ。それに対して小川はやられたんだよ。土地収用委員会を辞めなければ小川と同じ事態になることだけ伝えたかったんだよ。」等と脅迫し、同年10月11日午後5時半頃に同収用委員の妻に「あなたのご主人がやられないうちに辞めさせろ。ご主人にそう言いな。近いうちにそういうことがもう1回起こるということについて、警告しておくからな、わかったな。」等と脅迫した職務強要罪で1989年9月20日に千葉県警察警備部に逮捕された。同年10月12日にYは職務強要罪で起訴された。
Yは逮捕後に完全黙秘をしたため、検察側は「収用委員宅にかかった脅迫電話の声と家宅捜索時に秘密録音されたYの声が一致するとした声紋鑑定」「録音された脅迫電話にYと生まれ故郷特有の訛りがあるとした言語学者の方言鑑定」の2つの鑑定結果を証拠として提出し、1991年3月29日に千葉地裁は「捜査機関が相手方の知らないうちに会話を録音することは原則として違法」としながらも「電話による脅迫という事件は、秘密録音によらなければ有力な証拠の収集は困難で、公益上の必要性が高度であることに鑑み、例外的に許容される」として声紋鑑定の証拠能力を認めてYに懲役1年2ヵ月（求刑:懲役2年）の有罪判決を言い渡した。
なお、この千葉地裁判決は有斐閣の『刑事訴訟法判例百選』第6版でも取り上げられた極めて有名な判例であり、複数の法学者による研究があるほか、平成27年度の司法試験問題でも警察の「強制処分該当性」を問うものとして関連する問題が出題された。

## その他
- 新左翼が激減して事態が沈静化したこともあり、千葉県収用委員会は2005年1月に再建された。